# Arkaden, Skellefteå

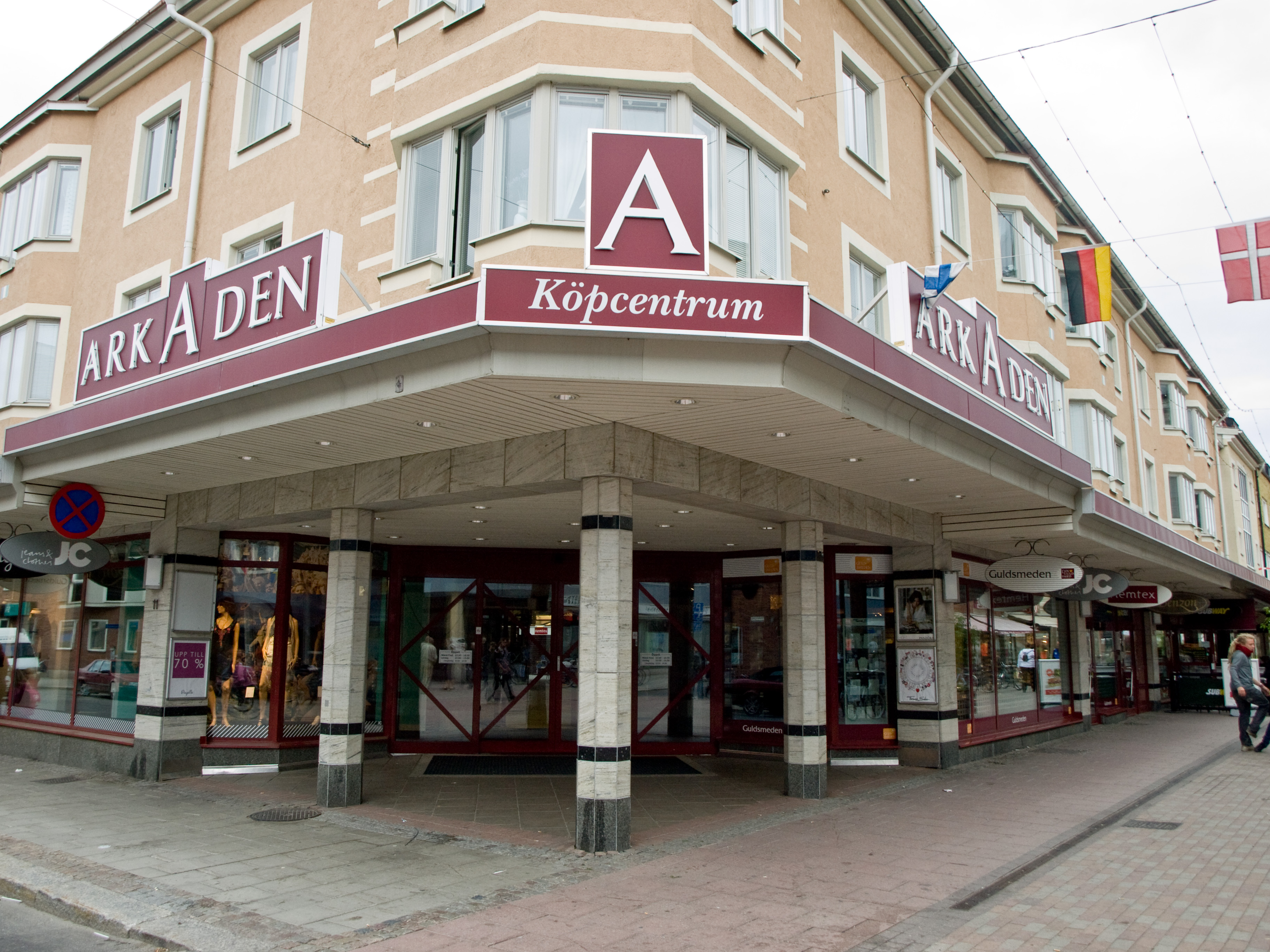
Ingång till Arkaden.

Arkaden var en galleria i Skellefteå. Det fanns ett 10-tal butiker på ett plan.
Efter ombyggnationer 2013 plockades entrén och inomhusdelen bort för att istället satsa på separata butiker med egna ingångar.